# Герб Машіку
Ге́рб Маші́ку — офіційний символ міста Машіку, Португалія. Використовується як територіальний герб. У синьому щиті срібний перев'яз із синіми хвилями. Над і під ним дві зелені цукрові тростини із золотим верхом. Щит увінчує срібна мурована міська корона з п'ятьма вежами.  Під щитом біла стрічка, на якій великими літерами напис португальською: «Machico» (Машіку).  Офіційно затверджений 2 серпня 1996 року. Створений на основі попереднього містечкового герба, ухваленого 14 січня 1947 року.  

## Галерея

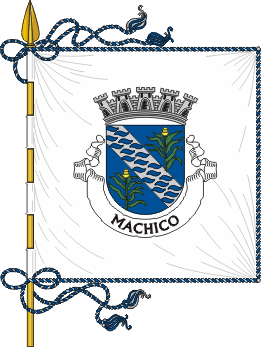
Прапор